# 円山展望台
円山展望台（まるやまてんぼうだい）は日本の北海道岩内郡岩内町の円山地区に存在する展望台。
岩内岳の裾野、小高い丘に建てられており、岩内の街並みと積丹半島を一望できる観光スポットで、施設から望む眺望は2018年には「日本夜景遺産」に認定されている。

## 概要
積丹半島の西の袂、円山高原リゾートにあり、標高232メートルの位置から岩内町や泊村方面、積丹半島を一望できる。岩内町の取り組みとして、函館市の函館山と札幌市の藻岩山と小樽市の天狗山と合わせて「北海道4大夜景」としてプロモーションを行っている。近隣には、三十三体観音像を巡る遊歩道が整備され、周辺にはオートキャンプ場やスキー場、ピカソの版画コレクションで知られる荒井美術館、いわない温泉郷など観光スポットも点在しており、観光客や地元の家族連れが多く訪れる。

## アクセス

### 自動車
- 札樽自動車道小樽ICから90分。岩内町中心街から約10分[2]

## 開園期間
- 4月下旬から11月中旬（冬季閉鎖）[2]